# 新特洛伊 (密歇根州)
新特洛伊（英語：New Troy）是位於美國密歇根州貝林縣的一個普查規定居民點。

## 人口
根據2020年美國人口普查的數據，新特洛伊的面積為3.44平方千米，當中陸地面積為2.44平方千米，而水域面積為0.00平方千米。當地共有人口483人，而人口密度為每平方千米140.41人。